# Vereniging Lokale Omroep Haarlemmermeer
Vereniging Lokale Omroep Haarlemmermeer (VLOH) was van 1983 tot 2003 de publieke lokale omroep voor de gemeente Haarlemmermeer.
De omroep zond radioprogramma's uit op de kabel en 99,6 kHz in de ether. Ook verzorgde ze een kabelkrant en incidentele televisie-uitzendingen.
Sinds 2006 heeft de gemeente Haarlemmermeer een nieuwe lokale omroep. In 2004 werd door oud VLOH-medewerker Maurice van Dam de Stichting MEER-omroep opgericht en in 2005 kreeg Haarlemmermeer een nieuwe vergunning van het Commissariaat voor de Media. Sinds het voorjaar van 2006 zendt Meerradio diverse radio- en televisieprogramma’s uit.

## Geschiedenis
De Vereniging lokale omroep Haarlemmermeer (VLOH) werd op 23 januari 1983 opgericht, waarbij het eerste radioprogramma ging over bezuinigingen. Voor deze datum waren er in de Haarlemmermeer al meerdere initiatieven om een lokale radio-omroep te starten, waaronder het OLOH initiatief. Op 1 januari 1985 werd er een permanente kabelvergunning afgegeven, en in 1987 kwam er een geheel nieuw bestuur.
Op 1 oktober 1988 werd een nieuwe studio aan de Broekermeerstraat in gebruik genomen. Inmiddels waren er al plannen om ook via de ether uit te zenden. Dit gebeurde op 17 december 1988 op de frequentie 99,6 MHz. Presentator Dick Vermeij verzorgde het openingswoord.
Op 6 april 2003 was de laatste uitzending van VLOH FM 99,6.

## Trivia
Enkele bekende diskjockeys hebben in het verleden een radioprogramma gepresenteerd op de VLOH, waaronder Gaston Starreveld, Ron Bisschop, en Rick van Velthuysen.